# 四部宗義
四部宗義，是藏傳佛教學者用來分類和研究印度佛教宗義（見解）的框架。此判教來自印度如那爛陀寺等大乘佛教寺院。藏傳佛教中如格西等以此作為學習經論與辯經的框架。四部以說一切有部及經量部代表部派佛教，以唯識及中觀代表大乘顯教。